# Schéma zapojení

Schéma zapojení nízkofrekvenčního zesilovače

Schéma zapojení (též elektrické schéma) je grafické znázornění elektrického obvodu pomocí symbolických značek. Na rozdíl od blokového schématu znázorňuje jednotlivé součástky a jejich propojení. Na rozdíl od nákresu zapojení nebo montážního plánku neznázorňuje skutečné rozmístění, tvary a velikosti součástek; rozmístění značek je takové, aby byla co nejlépe patrná funkce obvodu, přičemž se schéma kreslí obvykle tak, aby zpracovávaný signál postupoval zleva doprava; součástky se znázorňují pomocí smluvených schematických značek, vodivá propojení pomocí plných čar.

## Pravidla kreslení schémat

Různé způsoby kreslení propojených (vlevo) a nepropojených (vpravo) spojů; v české literatuře převládá 2. řádek; 3. řádek je mezinárodně doporučovaný, protože zmizení teček při opakovaném kopírovaní nevede ke změně významu

Pro znázornění součástek se používají smluvené (normalizované) schematické značky; součástky se kreslí v základní pozici nebo otočené o celistvý násobek 90°. Vodivá spojení součástek jsou znázorněna plnými čarami, které jsou přednostně vedeny vodorovně nebo svisle. Na rozdíl od montážního plánku, který znázorňuje skutečné rozmístění součástek, se jednotlivé součástky a obvody se zpravidla kreslí tak, aby vstupy byly vlevo a výstupy vpravo, takže zpracovávaný signál prochází zleva doprava, v případě napájecích zdrojů je vlevo zdroj energie, vpravo výstup.
Značky se rozmísťují tak, aby spoje byly co nejkratší a počet křížení spojů co nejmenší. Společné zemnicí vodič se kreslí zpravidla úplně dole, napájecí vodiče se obvykle kreslí úplně nahoře (případně uspořádané podle svého potenciálu). Součástky bývají označeny písmenem podle svého druhu a číselným indexem pro rozlišení jednotlivých součástek:
| Součástka              | Zkratka | Schematická značka |
| ---------------------- | ------- | ------------------ |
| Rezistor (odpor)       | R       |                    |
| Kapacita (kondenzátor) | C       |                    |
| Indukčnost (cívka)     | L       |                    |
| Tranzistor             | T       |                    |
| Dioda                  | D       |                    |
| Integrovaný obvod      | IO, IC  |                    |
| Potenciometr           | P       |                    |
| Elektronka             | E       |                    |
| Transformátor          | Tr      |                    |
| Logické hradlo         |         |                    |

V menších schématech mohou být přímo zapsány hodnoty nebo typy součástek. Zahraniční firmy často používají odlišné schematické značky.

Některé schematické značky používané v USA

## Řádkové schéma
Řádkové schéma (též příčkový diagram) je používáno v silnoproudé elektrotechnice pro zakreslování schémat pro ovládací obvody. Umožňuje přehledně zakreslit logiku obvodu bez zřetele na skutečné prostorové umístění a mechanické souvislosti tak, že jednotlivé obvody tvoří přímku. Obdobně jsou zakreslovány žebříčkové diagramy pro PLC (používají se i pro jejich grafické programování).